# エトルリア人
エトルリア人（ラテン語: Etrusci イタリア語: Etruschi）は、イタリア半島北部から中部（ペルージャなどを含むボローニャ近郊からローマ近郊）に紀元前9世紀から紀元前1世紀まで住んでいた先住民族。インド・ヨーロッパ語族に属さない先印欧語であるエトルリア語を使用していた。独自のエトルリア文化を築き、ギリシア人、フェニキア人と制海権を争い、特にギリシアでは海賊と見做され怖れられたが、紀元前5世紀頃から衰退し、共和政ローマによって紀元前396年にウェイイを陥落させられ、他の諸都市も徐々にその支配下に入った。
初期のローマ人はエトルリアの高度な文化を模倣したとされ、ローマ建築に特徴的なアーチは、元々エトルリア文化の特徴であったといわれる。また、王政ローマの王はエトルリア人も幾人かいたともいわれ、異民族の王を追放することによってローマは初期の共和政に移行した。

## 上流階級エトルリア人の食文化
ラツィオ州チェルヴェーテリでバンディタッチャ墳墓と呼ばれる遺跡が発見されたことによって、少なくともエトルリア人の上流階級の食文化については詳細が明らかになってきた。
食事は昼食と夕食の1日2食であった。この風習は古代ギリシアから伝わったか、アジアからとりいれた習慣であろうと推測されている。昼食はつましい食事
を摂り、夕食は豪華な宴を催していた。
夕食の宴は、富と権力を誇示するためと多くの人とコミュニケーションを計るためと推測されている。夕食の宴には女性も参加していた。これは古代ギリシアには考えられないことであり、エトルリア文化の特徴の1つと言える。ソファのようなものに身体を横たえて食事をする習慣があった。
上流階級エトルリア人の食習慣であった、朝は摂らず、昼食は軽め、夕食を重視し、家族全員で食卓を囲みながら話に花を咲かせる。
これらは、現在イタリア人の食生活としても受け継がれていると言える。

### 食材
以下のような食材が食べられていた。これらの食材は現代のトスカーナ料理においても主要な食材として食されている。
スペルト小麦
麺棒や包丁といった調理道具がバンディタッチャ墳墓のレリーフには描かれており、パスタやピザに類するものをエルトリア人も食べていたものと考えられる。
ただし、酵母菌は使用されておらず、ピザも薄いものであった。皿の代わりに用いられていたとも考えられている。
タマネギとニンニク
トマトの伝来は1500年頃になるので、それまではニンニクとタマネギが料理の基本であった。また自生の長ネギも食べられていた。
月桂樹
アッローロと呼ばれる月桂樹もまたトスカーナ地方自生植物である。肉料理の装飾に使われるほか、肉の臭み消しとして用いられた。
また、宗教的な意味合いもあった。ローリエの森（bosco di alloro）は宗教的に神聖な場所であった。月桂冠を頭に戴せて権力を誇示する方法は古代ローマにも受け継がれてゆく。
パセリ
パセリもまた現在のトスカーナ料理には欠かせない食材である。蜂に刺された際の鎮痛剤のように薬剤として用いられることもあった。
ニンニクと合わせて、羊肉や山羊肉の料理に用いられる。
肉
豚肉、羊肉、牛肉が中心であった。ただし、牛は農作業用でもあり食肉としてはあまり利用されていない。
狩猟対象として、鹿、野兎、ノロジカも食べられており、これらの肉は現代のトスカーナ料理としてもよく用いられている。
ワイン
紀元前7世紀には既にギリシアから伝わってきたワインの生産が行われている。当時のワインはアルコール度数が高く、蜂蜜と水で割って飲んでいた。
蜂蜜
エトルリア人の中には養蜂家と呼べるような蜂蜜の生産を職業とする人々がいて、蜂蜜は好まれていた。
オリーブ
オリーブの木は宗教的な意味を持っていたとされる。オリーブの実は食用になり、オリーブオイルは料理のほか、美容やマッサージにも利用されていた。エトルリアのオリーブオイルは質が高く、イタリア全土に売られていた。
現在のトスカーナ料理にもオリーブオイルは欠かせないものであり、トスカーナ産のオリーブはイタリア全土で最も良質で美味であると定評があって高額で売買されている。
トスカーナ地方でのオリーブの採取方法は人が木に登って手摘みするといった特徴があり、実に傷がつかない。
チーズ
エトルリアでも畜産は行われており、他のイタリア地方と同じく残った乳製品の活用方法、保存方法としてチーズも生産されてきた。